# ハイテクパーク駅
ハイテクパーク駅（ベトナム語：Ga Khu Công nghệ cao / Ga 區工藝高?）はベトナム社会主義共和国ホーチミン市トゥドゥック市に位置するホーチミン地下鉄の駅である。

## 路線
ホーチミン地下鉄
1号線

## 隣の駅
ホーチミン地下鉄
1号線
トゥドゥック駅 - ハイテクパーク駅 - 国家大学駅